# Velykyj Hlybočok
Velykyj Hlybočok (ukrajinsky Великий Глибочок, polsky Hłuboczek Wielki) je obec v Bilské vesnické komunitě v Ternopilském okrese Ternopilské oblasti Ukrajiny. V roce 2002 zde žilo 2455 оbyvatel. Obcí prochází hlavní železniční trať mezi Lvovem a Kyjevem

## Historie
Obec byla založena v roce 1557. Ve druhé polské republice byla obec pod názvem Hłuboczek Wielki v Tarnopolské župě provincie Tarnopol. Od roku 1922 byla součástí obce kolonie Sienkiewiczówka.
Zde dislokovaná Legie Čechů a Slováků byla dne 17. září 1939 ostřelována nepřátelským letectvem. V důsledku toho zemřel četař aspirant Vítězslav Grünbaum, který se tak stal prvním padlým příslušníkem pozemních sil čekoslovenských vojenských jednotek v druhé světové válce.
Dne 17. září 1939 vstoupila do obce Rudá armáda. V letech 1939–1940 byl ve zdejších lomech tábor pro polské válečné zajatce. V únoru 1940 odstěhovala NKVD na Sibiř 3 polské rodiny (9 osob). Od 30. června 1941 do 23. března 1944 byla obec pod německou okupací. V letech 1941–1944 zde bylo zavražděno 30 Poláků. Od 3. srpna 1941 byl v obci koncentrační tábor; při jeho likvidaci bylo dne 23. července 1943 zavražděno 640 vězňů (Židů).
V 50. letech 20. století byly budovy Sienkiewiczówky zbořeny.